# Stoke Prior (Herefordshire)
Pour les articles homonymes, voir Stoke et Prior.
Stoke Prior est un village du Herefordshire, en Angleterre.
Il a un temps été desservi par la ligne ferroviare Worcester, Bromyard and Leominster Railway (en) (aujourd'hui fermée), à l'arrêt de Stoke Prior (en).